# جان ماري لين
جون ماري لين (بالفرنسية: Jean-Marie Lehn)‏ هو كيميائي فرنسي ولد في 30 سبتمبر 1939 بالألزاس. بدأ مسيرته المهنية في المركز الوطني للبحث العلمي بين 1960 و 1966 وانضم بعد ذلك إلى جامعة لويس باستور بستراسبورغ وأصبح فيها بروفسورا سنة 1970. في سنة 1979 أصبح بروفسورا في معهد فرنسا.
تحصل على جائزة نوبل في الكيمياء سنة 1987 لعمله على «تعرف الذرات» وقد أدى عمله إلى نشوء فرع جديد في الكيمياء سماه كيمياء الجزيئات الضخمة. تحصل كذلك على قلادة ديفي سنة 1997. في سنة 2006 عين عضوا في المجلس الأعلى للعلوم.

## روابط خارجية
- جان ماري لين على موقع الموسوعة البريطانية (الإنجليزية)
- جان ماري لين على موقع مونزينجر (الألمانية)
- جان ماري لين على موقع إن إن دي بي (الإنجليزية)